# Benjamin Šeško
Benjamin Šeško (ur. 31 maja 2003 w Radeče) – słoweński piłkarz, występujący na pozycji napastnika w Manchesterze United oraz w reprezentacji Słowenii. Uczestnik Mistrzostw Europy 2024.

## Kariera klubowa

### Red Bull Salzburg
3 czerwca 2019 podpisał trzyletni kontrakt z Red Bull Salzburg. W austriackim klubie zadebiutował 30 stycznia 2021 w wygranym 3:0 meczu z przeciwko TSV Hartberg. Premierowe bramki zdobył 16 lipca w wygranym 4:1 spotkaniu Pucharu Austrii z Herthą Wels. 5 marca 2023 skompletował hat tricka w meczu z Rapidem Wiedeń (4:2). Łącznie dla Red Bull Salzburg wystąpił w 79 meczów, w których strzelił 29 bramek.

### FC Liefering
Po dołączeniu do Salzburga, Šeško został wypożyczony przez ten klub do FC Liefering. Tam zadebiutował 27 lipca 2019, rozgrywając przegrany 3:2 mecz przeciwko SKU Amstetten. W sezonie 2021/2022 strzelił 21 goli i został wicekrólem strzelców 2. Ligi.

### RB Leipzig
9 sierpnia 2022 RB Leipzig ogłosił pozyskanie Benjamina Šeško. Zawodnik dołączył do niemieckiego klubu 1 czerwca 2023, z którym podpisał pięcioletni kontrakt do 2028. W klubie zadebiutował 12 sierpnia w wygranym 3:0 meczu Superpucharu Niemiec z Bayernem Monachium. 3 września strzelił dwie pierwsze bramki dla Leipzig, trafiając w meczu Bundesligi przeciwko Union Berlin (3:0). 

### Manchester United
9 sierpnia 2025 roku przeszedł z RB Leipzig do Manchesteru United, z którym podpisał pięcioletni kontrakt. Osiem dni później zadebiutował w nowej drużynie podczas przegranego 0:1 meczu przeciwko Arsenalowi, zmieniając w 64 minucie spotkania Masona Mounta.

## Kariera reprezentacyjna
W maju 2021 został powołany przez selekcjonera seniorskiej reprezentacji Słowenii Matjaža Keka na mecze towarzyskie z Macedonią Północną oraz z Gibraltarem. 1 czerwca w meczu z reprezentacją Macedonii Północnej zanotował swój debiut, stając się najmłodszym debiutantem w historii reprezentacji; miał wtedy 18 lat i 1 dzień. 8 października 2021 strzelił pierwszą bramkę dla Słowenii, trafiając w meczu przeciwko Malcie (4:0). Został tym najmłodszym w historii strzelcem gola dla Słowenii, mając 18 lat, 4 miesiące i 8 dni.

## Statystyki

### Klubowe
(aktualne 17 sierpnia 2025)
| Klub                | Sezon              | Liga               | Liga  | Liga   | Puchar kraju | Puchar kraju | Puchar ligi | Puchar ligi | Europa | Europa | Inne  | Inne   | Suma  | Suma   |
| Klub                | Sezon              | Liga               | Mecze | Bramki | Mecze        | Bramki       | Mecze       | Bramki      | Mecze  | Bramki | Mecze | Bramki | Mecze | Bramki |
| ------------------- | ------------------ | ------------------ | ----- | ------ | ------------ | ------------ | ----------- | ----------- | ------ | ------ | ----- | ------ | ----- | ------ |
| FC Liefering (wyp.) | 2019/2020          | 2. Liga            | 15    | 1      | –            | –            | –           | –           | –      | –      | –     | –      | 15    | 1      |
| FC Liefering (wyp.) | 2020/2021          | 2. Liga            | 29    | 21     | –            | –            | –           | –           | –      | –      | –     | –      | 29    | 21     |
| FC Liefering (wyp.) | Ogólnie            | Ogólnie            | 44    | 22     | 0            | 0            | –           | –           | 0      | 0      | 0     | 0      | 44    | 22     |
| Red Bull Salzburg   | 2020/2021          | Bundesliga         | 1     | 0      | 0            | 0            | –           | –           | 0      | 0      | –     | –      | 1     | 0      |
| Red Bull Salzburg   | 2021/2022          | Bundesliga         | 24    | 5      | 5            | 5            | –           | –           | 8      | 1      | –     | –      | 37    | 11     |
| Red Bull Salzburg   | 2022/2023          | Bundesliga         | 30    | 16     | 4            | 2            | –           | –           | 7      | 0      | –     | –      | 41    | 18     |
| Red Bull Salzburg   | Ogólnie            | Ogólnie            | 55    | 21     | 9            | 7            | –           | –           | 15     | 1      | 0     | 0      | 79    | 29     |
| RB Leipzig          | 2023/2024          | Bundesliga         | 31    | 14     | 2            | 2            | –           | –           | 8      | 2      | 1     | 0      | 42    | 18     |
| RB Leipzig          | 2024/2025          | Bundesliga         | 33    | 13     | 4            | 4            | –           | –           | 8      | 4      | –     | –      | 45    | 21     |
| RB Leipzig          | Ogólnie            | Ogólnie            | 64    | 27     | 6            | 6            | –           | –           | 16     | 6      | 1     | 0      | 87    | 39     |
| Manchester United   | 2025/2026          | Premier League     | 1     | 0      | 0            | 0            | 0           | 0           | –      | –      | –     | –      | 1     | 0      |
| Ogólnie w karierze  | Ogólnie w karierze | Ogólnie w karierze | 164   | 70     | 15           | 13           | 0           | 0           | 31     | 7      | 1     | 0      | 211   | 90     |

### Reprezentacyjne
(aktualne na 8 sierpnia 2025)
| Reprezentacja | Rok     | Mecze | Bramki |
| ------------- | ------- | ----- | ------ |
| Słowenia      |         |       |        |
| 2021          | 7       | 1     |        |
| 2022          | 10      | 4     |        |
| 2023          | 9       | 5     |        |
| 2024          | 13      | 6     |        |
| 2025          | 2       | 0     |        |
| Ogólnie       | Ogólnie | 41    | 16     |

## Sukcesy

### Red Bull Salzburg
- Mistrzostwo Austrii: 2020/2021, 2021/2022, 2022/2023
- Puchar Austrii: 2021/2022

### RB Leipzig
- Superpuchar Niemiec: 2023

### Indywidualne
- Król strzelców Pucharu Austrii: 2021/2022 (5 goli)

### Wyróżnienia
- Piłkarz roku w Słowenii: 2022[17]
- Młody piłkarz roku w Słowenii: 2021[18], 2022